# Карлин, Самуэль
Самуэль Карлин (Samuel Karlin; 8 июня 1924, Janów, Польша — 18 декабря 2007[…], Пало-Алто, Калифорния) — американский математик. Внёс большой вклад в математическую экономику, биоинформатику, теорию игр, эволюционную теорию, математическую теорию генетики популяций, анализ биомолекулярных цепочек, теорию положительных матриц.
Член Национальной академии наук США (1972) и Американского философского общества (1995).
В 1989 году награждён Национальной медалью науки США.

## Биография
Родился в Янове (Польша) в семье ортодоксальных евреев. Семья эмигрировала в США, когда он был ещё ребёнком.
Получил степень бакалавра в Технологическом институте Иллинойса, степень PhD по математике — в Принстонском университете в 1947 году, в возрасте 22 лет.
В 1948—1956 годах работал в Калифорнийском технологическом институте (Калтех), затем — в должности профессора в Стэнфордском университете. В 1950-е годы также работал в RAND Corporation.
В начале 1990-х С. Карлин и С. Альтшуль разработали статистику Карлина — Альтшуля, послужившую основой для алгоритмов анализа сходства биомолекулярных цепочек BLAST.
Член Американской академии науки и искусств. В 1989 году награждён Национальной медалью науки США «за глубокие исследования в области математического анализа, теории вероятности и математической статистики и их приложения в математической экономике, механике и генетике популяций.»
Сын — Кеннет Карлин, профессор химии в Университете Джонса Хопкинса. Дочь — Анна Карлин, учёный в области информатики, профессор Вашингтонского университета.
Автор 10 монографий и более чем 450 статей. Две его книги переведены на русский язык.

## Публикации
- Карлин С. Математические методы в теории игр, программировании и экономике: Пер. с англ. — М.: Мир, 1964. — 838 с. : черт.
- Карлин С. Основы теории случайных процессов: Пер. с англ. — М.: Мир, 1971.
- Карлин С., Стадден В. Чебышевские системы и их применение в анализе и статистике : Пер. с англ. — М. : Наука, 1976. — 568 с. : ил.
- Karlin S., Taylor H.M. A First Course in Stochastic Processes. — Academic Press, 1975 (second edition).
- Karlin S., Taylor H.M. A Second Course in Stochastic Processes. — Academic Press, 1981.
- Karlin S., Taylor H.M. An Introduction to Stochasic Modeling, Third Edition. — Academic Press, 1998. — ISBN 0-12-684887-4
- Karlin S., Eisenberg D., Altman R. Bioinformatics: Unsolved Problems and Challenges. — National Academic Press Inc., 2005. — ISBN 978-0309100298.
- Karlin S. (Ed.) Econometrics, Time Series, and Multivariate Statistics. — Academic Press, 1983. — ISBN 978-0123987501.
- Karlin S. Evolutionary Processes and Theory. — Academic Press, 1986. — ISBN 978-0123987600.
- Karlin S. Mathematical Methods and Theory in Games, Programming, and Economics. — Dover Publications, 1992. — ISBN 978-0486670201.
- Karlin S., Nevo E.(Eds.) Population Genetics and Ecology. — Academic Press, 1976. — ISBN 978-0123985606.
- Karlin S., Studden W.J. Tchebycheff systems: With applications in analysis and statistics (pure and applied mathematics). — Interscience Publishers, 1966 (1st edition). — ASIN B0006BNV2C.
- Karlin S., Lessard S. — Theoretical Studies on Sex Ratio Evolution. — Princeton University Press, 1986. — ISBN 978-0691084121
- Karlin S. Theory of Infinite Games. — Addison Wesley Longman Ltd. Inc., 1959. — ASIN B000SNID12.
- Karlin S. Total Positivity, Vol. 1. — Stanford, 1968. — ASIN B000LZG0Xu.
- Karlin S., Altschul S.F. Methods for assessing the statistical significance of molecular sequence features by using general scoring schemes // Proc. Natl. Acad. Sci. USA. — 1990. — Vol. 87. — P. 2264—2268.
- Karlin S., Altschul S.F. Applications and statistics for multiple high-scoring segments in molecular sequences // Proc. Natl. Acad. Sci. USA. — 1993. — Vol. 90. — P. 5873-5877.